# 2020年多倫多影評人協會獎
第24屆多倫多影評人協會獎（The 24th Toronto Film Critics Association Awards）是多倫多影評人協會以茲獎勵2020年電影的獎項，於2021年2月7日宣布得獎者，3月9日舉行線上虛擬典禮，暨宣布最佳加拿大電影得獎者。

## 獲獎名單

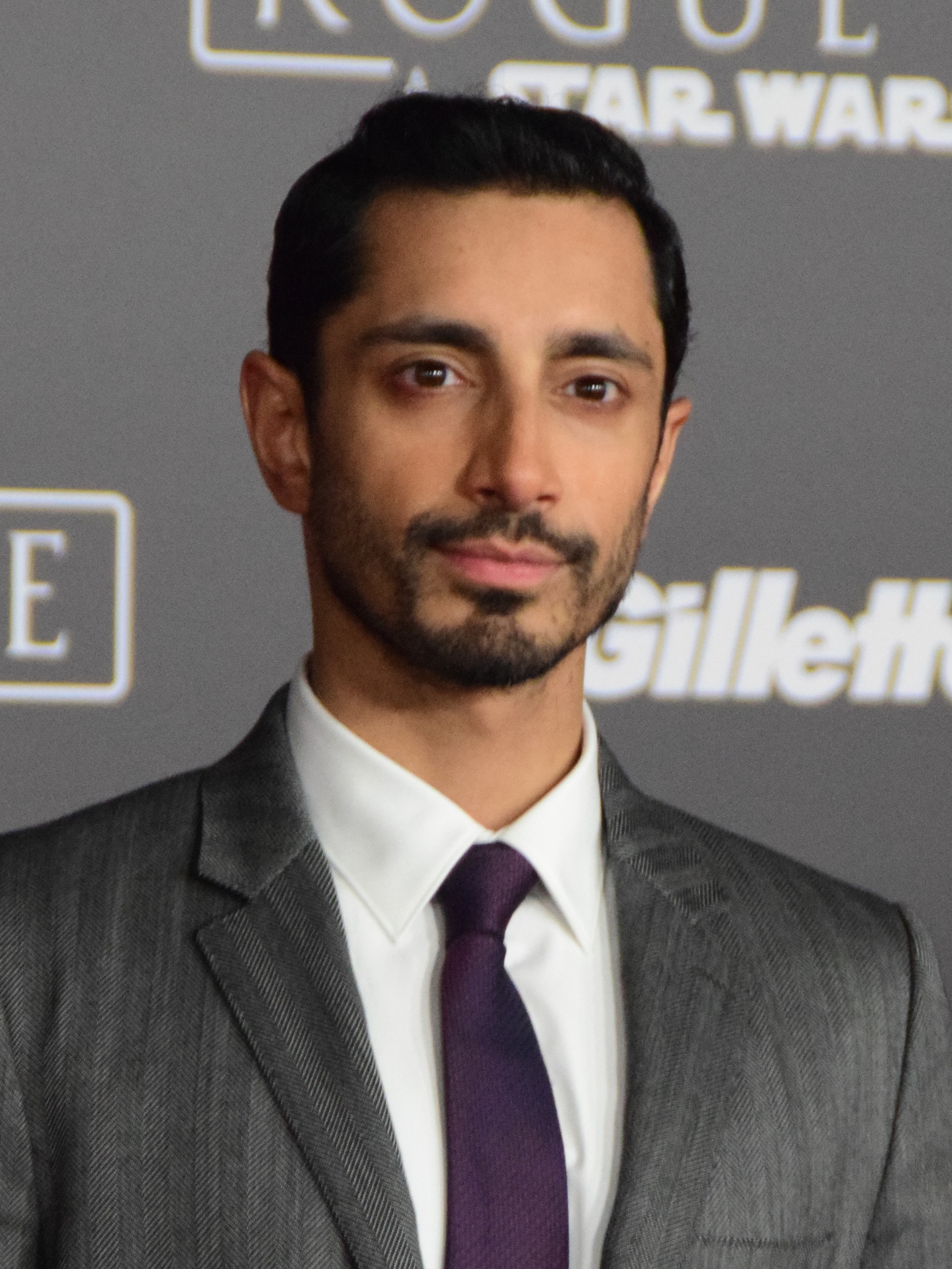
最佳男主角：里兹·阿邁德

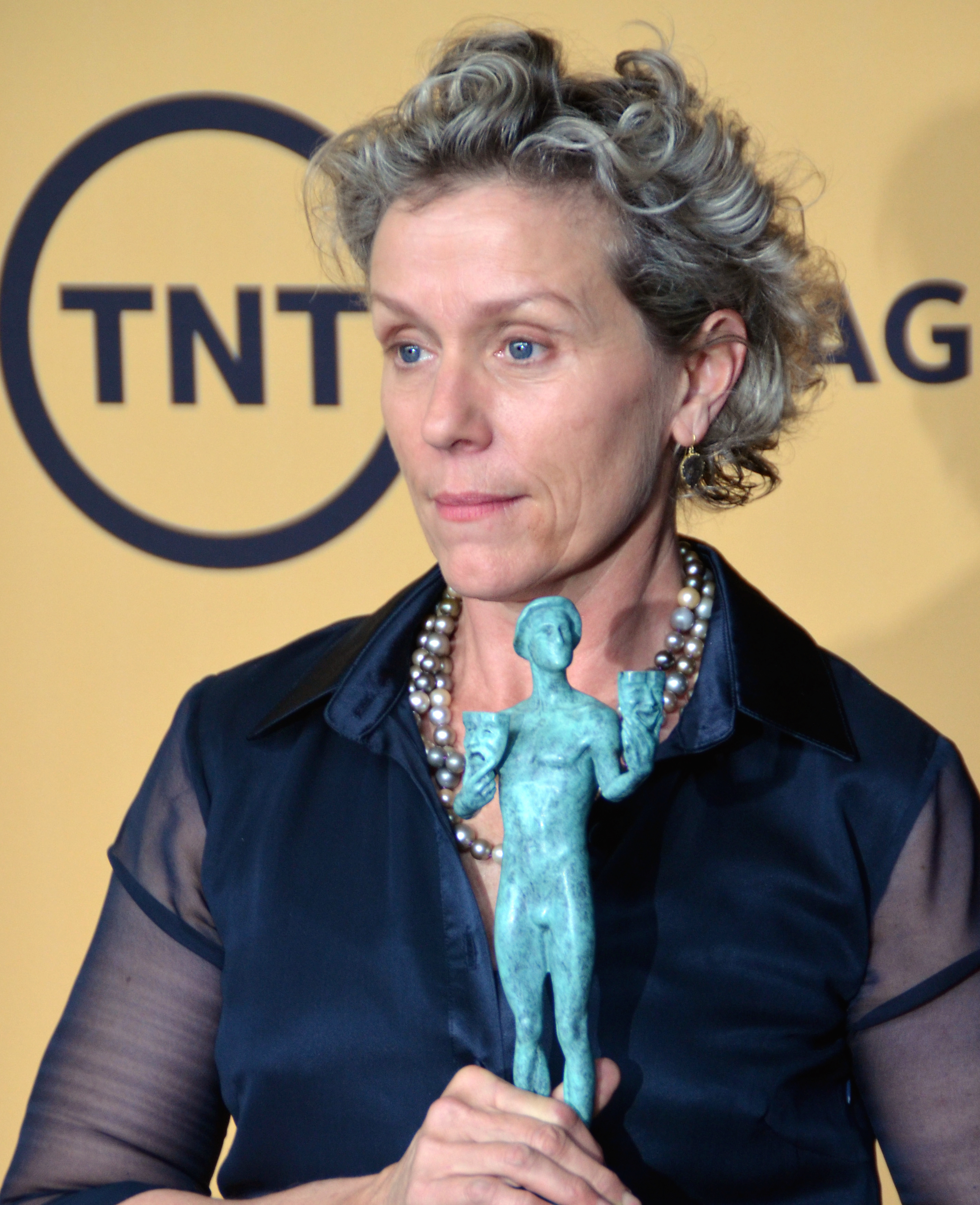
最佳女主角：法蘭絲·麥杜雯

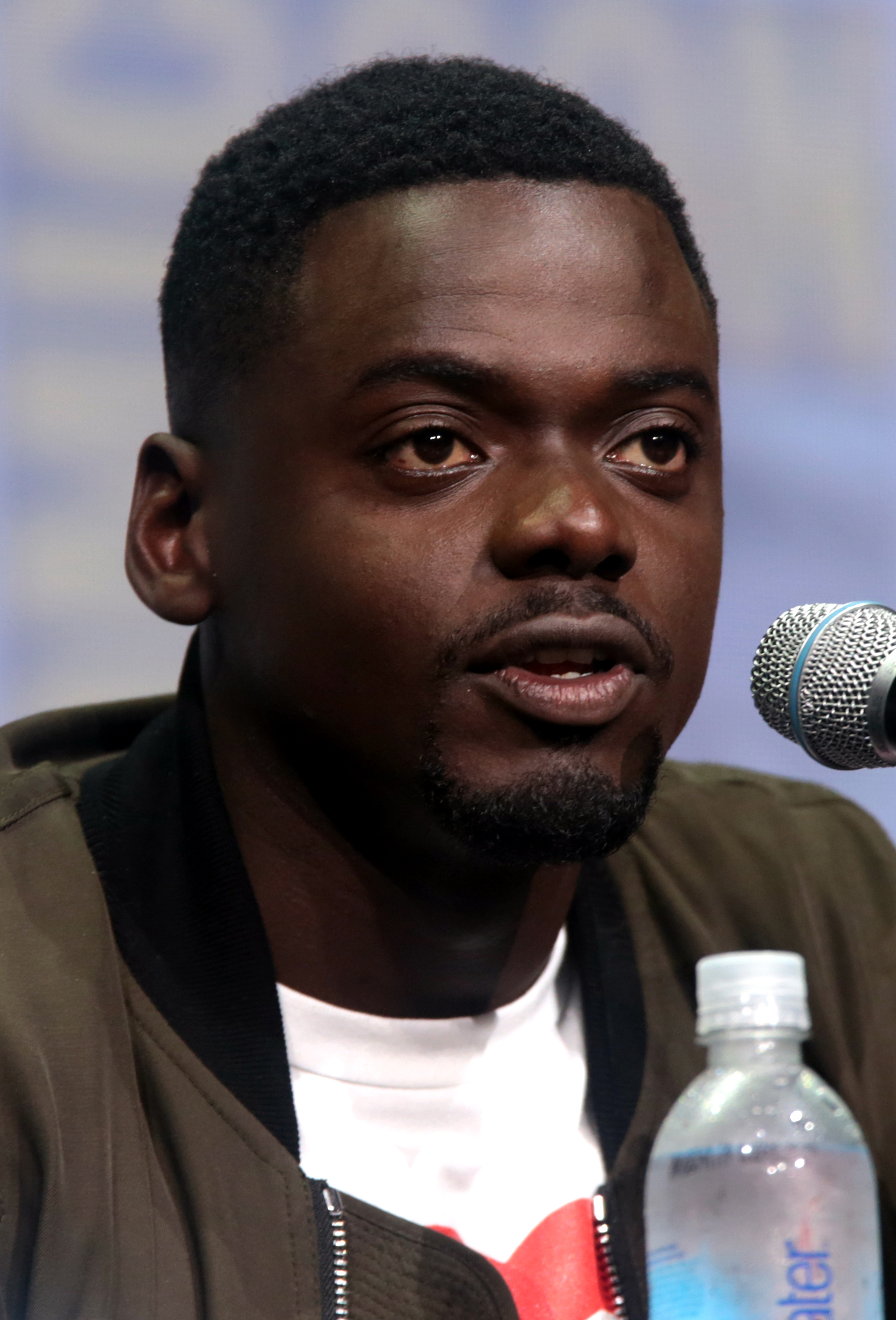
最佳男配角：丹尼爾·卡盧亞

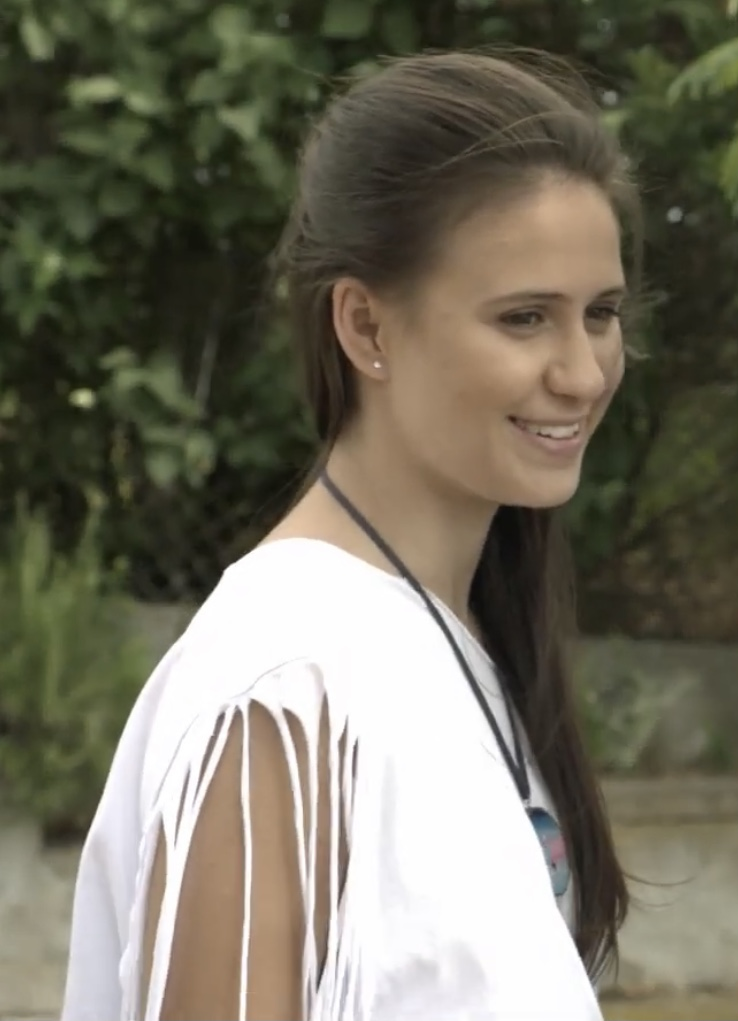
最佳女配角：瑪麗亞·巴卡洛娃

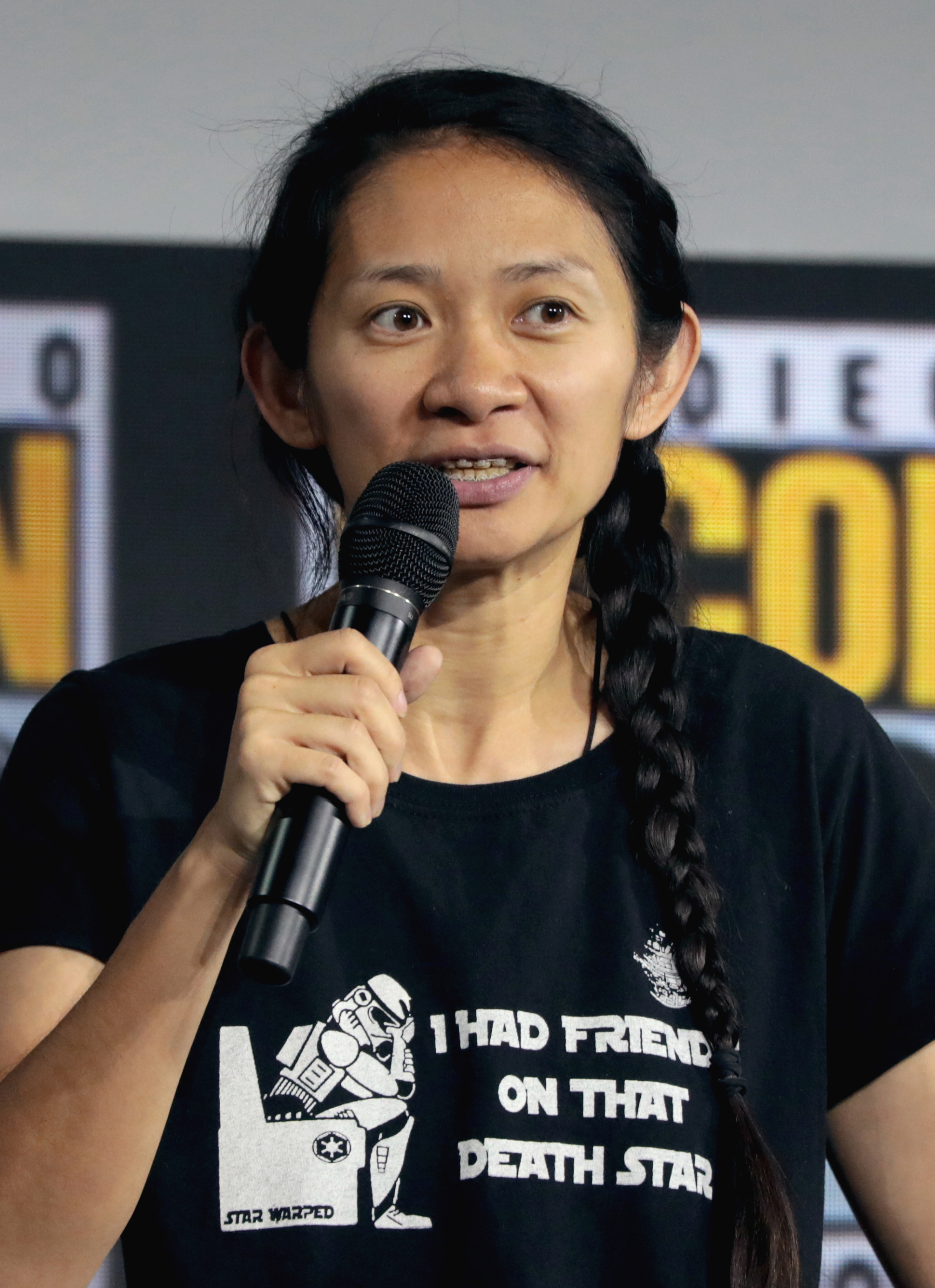
最佳導演：趙婷

### 最佳影片
- 《游牧人生》
亞軍：
  - 《深夜裡的美味祕方（英语：First Cow）》
  - 《夢想之地》

### 羅傑斯最佳加拿大電影
- 《在13000英尺高的安妮（英语：Anne at 13,000 Ft.）》
亞軍：
  - 《林中的幸福課（英语：And the Birds Rained Down）》
  - 《善意謊言（英语：White Lie (film)）》

### 最佳男主角
- 《金屬之聲》里兹·阿邁德
亞軍：
  - 《藍調天后》查德維克·博斯曼
  - 《醉好的時光》麥斯·米克森

### 最佳女主角
- 《游牧人生》法蘭絲·麥杜雯
亞軍：
  - 《藍調天后》维奥拉·戴维斯
  - 《從不，很少，有時，總是》席妮·弗拉尼根

### 最佳男配角
- 《猶大與黑色彌賽亞》丹尼爾·卡盧亞
亞軍：
  - 《邁阿密的一夜》小萊斯利·奧多姆
  - 《金屬之聲》保羅·拉西

### 最佳女配角
- 《芭樂特電影續集》瑪麗亞·巴卡洛娃
亞軍：
  - 《父親》奧莉薇雅·柯爾曼
  - 《夢想之地》尹汝貞

### 最佳導演
- 《游牧人生》趙婷
亞軍：
  - 《深夜裡的美味祕方（英语：First Cow）》凱莉·萊卡特
  - 《夢想之地》鄭李爍

### 最佳劇本
- 《夢想之地》
亞軍：
  - 《游牧人生》
  - 《金屬之聲》

### 最佳首部劇情片
- 《40衝一波（英语：The 40-Year-Old Version）》
亞軍：
  - 《父親》
  - 《花漾女子》

### 最佳動畫片
- 《狼行者》
亞軍：
  - 《靈魂奇遇記》
  - 《威樂比這一家（英语：The Willoughbys）》

### 最佳外語片
- 《殺戮荒村（英语：Bacurau）》
亞軍：
  - 《醉好的時光》
  - 《裂愛》

### 艾倫·金紀錄片獎
- 《一場大火之後》
亞軍：
  - 《希望之夏：身心障礙革命》
  - 《美國烏托邦（英语：American Utopia (film)）》
  - 

### 克萊德·吉爾莫獎
- 傑森·萊爾（Jason Ryle）

### 傑·史考特獎
- 凱莉·費夫·馬歇爾（Kelly Fyffe-Marshall）

### Cineplex新興影評獎
- 馬克·漢森（Mark Hanson）
- 蘿絲·何（Rose Ho）

## 外部連結
- 官方网站